# William Suermondt

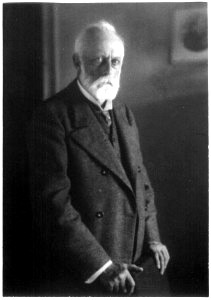
William Suermondt, um 1910

William Suermondt (* 2. September 1840 in Aachen; † 17. Dezember 1930 in Potsdam; vollständiger Name: Charles William James Suermondt) war ein deutscher Unternehmer.

## Leben
Der zweite Sohn des Unternehmers Barthold Suermondt und der Amalie Suermondt geb. Cockerill, Tochter des Unternehmers James Cockerill, absolvierte seine Schulzeit in der Kadettenanstalt Schloss Bensberg. Anschließend studierte er Bergbau am Polytechnikum Karlsruhe und an der Bergakademie Freiberg.
Schon bald nach seinem Studium berief ihn sein Vater im Jahr 1865 zum Direktor der Kohlengruben von Wandre bei Seraing. Für diese hatten John Cockerill, ein Bruder von James, und der Vater von Barthold Suermondt im Jahr 1827 eine Konzession erhalten. Nach John Cockerills Tod 1840 war das Unternehmen als Charbonnage des frères Suermondt auf Barthold und dessen Bruder Robert Suermondt (1819–1856) übertragen worden.
Nachdem Barthold Suermondt 1870 auch die Rheinische Stahlwerke AG in Duisburg-Meiderich gegründet hatte und als Hauptaktionär Vorsitzender des Aufsichtsrats war, folgte William erneut dem Ruf seines Vaters und übernahm zusammen mit George Oktave Pastor, einem Sohn des deutsch-belgischen Unternehmers Konrad Gustav Pastor und zuvor Generaldirektor der S. A. Cockerill, das Amt des technischen Direktors und wurde zudem Mitglied im Verwaltungsrat. Beide Familien bewohnten gemeinsam das ehemalige und mittlerweile zerstörte Schloss Meiderich. Darüber hinaus gehörte William Suermondt 1872 zu den Mitbegründern der Aktiengesellschaft für Lokomotivbau Hohenzollern in Düsseldorf-Grafenberg und saß dort auch in deren Aufsichtsrat. Am 14. November 1876 erhielt William Suermondt für sich und seine Familie auch wieder die preußische Staatsangehörigkeit zurück, nachdem er diese im Jahr 1866 wegen seiner Tätigkeit und dem damit verbundenen Umzug nach Belgien zunächst verloren hatte.
Im Jahr 1878 wechselte Suermondt, wiederum auf Wunsch seines Vaters, in die preußische Provinz Posen, um als Bergwerksdirektor das derzeit marode Steinsalzbergwerk in Inowrocław (Hohensalza), zu sanieren. Ein Jahr später gründete er in dem Stadtteil Montwy die Sodafabrik Chemische Fabrik Robert Suermondt & Co. Montwy, an der als Hauptgeldgeber unter anderem die Bank seines Bruders Robert Suermondt beteiligt war und deshalb auch die Firma auf dessen Namen lautete. Im Jahr 1881 übertrug Suermondt dann das Steinsalzbergwerk für 4 Mio. Mark an die neu gegründete Steinsalzbergwerk Inowroclaw AG, behielt aber die Leitung der Sodafabrik, die er unter anderem mit Hohenzollern-Lokomotiven ausstatten ließ. 1907 wurde diese Fabrik an dem den belgischen Solvay-Konzern verkauft. Derzeit existiert sie unter dem Namen Inowrocławskie Zakłady Chemiczne Soda Mątwy.
Nachdem sich Suermondt ab 1889 aus gesundheitlichen Gründen vorübergehend aus allen Geschäftsbereichen zurückgezogen hatte, zog er nach Gießen, von wo aus er mehrere Kuren und Erholungsreisen unternahm. Um 1891 war er wieder soweit genesen, dass er in Breslau ein Amt in der Bergbauindustrie übernehmen konnte. Dort gehörte er unter anderem auch der Schlesischen Gesellschaft für Vaterländische Kultur an, in deren Mitgliederliste er als Bergwerkbesitzer geführt wurde. Im Jahr 1906 setzte er sich endgültig zur Ruhe und verbrachte seinen Lebensabend in Potsdam.
William Suermondt war verheiratet mit Emilie geb. Riema (1845–1927), mit der er sechs Kinder hatte, darunter den späteren Landrat Georg Wilhelm Suermondt. William und Emilie Suermondt fanden ihre letzte Ruhestätte auf dem Berliner Domfriedhof.